# 名探偵コナン 大怪獣ゴメラVS仮面ヤイバー
「名探偵コナン 大怪獣ゴメラVS仮面ヤイバー」（めいたんていコナン だいかいじゅうゴメラ バーサス かめんヤイバー）は、青山剛昌の漫画『名探偵コナン』を原作とする日本のテレビアニメ『名探偵コナン』の新春スペシャルとして製作されたアニメオリジナルエピソード。日本テレビ系列で2020年1月4日から同年1月25日まで4週連続で放送された。

## 概要
2019年9月21日に劇場版第21作『から紅の恋歌』や第23作『紺青の拳』で脚本を担当した大倉崇裕の脚本による製作が発表され、同年11月27日にはサブタイトルに「序破急結」が使用されることと放送日が発表されると共にビジュアルが公開された。キャッチ・コピーは「新社屋完成！ 即、殺人事件。」。
関東地区での平均視聴率は「序」が6.6%を、「破」が6.9%を、「急」が7.3%を、「結」が7.7%を記録した。
2020年1月24日には小説版が小学館ジュニア文庫から発売された。

## ストーリー
大阪の日売テレビの新社屋が完成し、怪獣映画『大怪獣ゴメラVS仮面ヤイバー』が大宝映画により制作されることが決定する。江戸川コナンは毛利小五郎と毛利蘭、そして仮面ヤイバーのファンである少年探偵団や灰原哀とともに制作発表会に出席し、服部平次や遠山和葉とも合流する。しかし、製作発表中にプロデューサーの米倉功人が倉庫で巨大な怪獣の下敷きになって絶命し、現場の状況から大阪府警の大滝警部は事件として捜査を進めると、容疑者は米倉の部下である小杉裕雅・三原義人・高内尊の3人に絞られる。その後、米倉の遺体の傍に落ちていたスマートフォンの解析により、米倉が絶命する直前に撮影していた写真の状況から、犯人は2人組であることが判明し、三原と高内の共犯であると断定される。警察はすぐさま日売テレビを封鎖して2人の確保に向かい、米倉の車に乗り込もうとしていた三原の身柄を確保するが、高内は米倉の車で逃走してしまう。しかし、進路上に偶然居合わせた蘭を避けようとハンドルを切ると、米倉の車が爆発し高内は即死する。
翌朝、コナン・平次・大滝は大阪府警で本部長の服部平蔵と刑事部長の遠山銀司郎に事件の捜査状況を報告し、平蔵は爆発現場に居合わせた京都府警の綾小路警部に、現場に居合わせた理由を問い詰める。綾小路によれば、彼は一昨日脚本家の恩田崇が京都市宝が池で車ごと崖から転落し死亡した交通事故について調べていた折、約20年前に開催された自主映画上映会で、恩田と米倉が同じチームで出品していたため日売テレビに来たという。その後、捜査の手は一旦止まり、『大怪獣ゴメラVS仮面ヤイバー』のエキストラ撮影が始まるが、その矢先に大宝映画の社員である末村良平が大阪南港にある倉庫の爆発により死亡する事件が発生する。末村もかつて自主映画上映会に参加していたうえ、倉庫に仕掛けられていた爆弾も米倉の車に仕掛けられていたものと同じもので、恩田の車にも爆弾が仕掛けられていた可能性が高いと判明し、大阪府警と京都府警は合同捜査本部を立ち上げる。約20年前の自主映画上映会の主催者である奥田に聞き込みを行うと、末村も米倉や恩田と共に「チーム米倉」として上映会に参加しており、「チーム米倉」には石澤克二という男も参加していたことが判明する。捜査本部はこの石澤を最有力容疑者として彼の居宅へ向かうが、台所で何者かに縛られた石澤が発見される。
石澤は病院に運び込まれたが、2、3日監禁され飲食もしていないうえ、後頭部に打撃痕もありかなり衰弱していた。病院を出た後、コナンは小五郎と共に石澤宅を訪れ、2階の監禁場所から階段を下りたすぐ傍に玄関があるにもかかわらず、石澤が台所へ向かった理由を不審に思ったほか、玄関で1面トップに米倉の死を伝える記事が載った新聞が落ちているのを見つける。その後、大阪市内の公園で灰原と会ったコナンは、米倉・恩田・末村が10年前に多額の借金を同時に返済しており、同時期に資産家宅で1億2,000万円が4人組に強奪される未解決の強盗事件が神戸で発生していたという情報を得る。この情報からコナンは、4人組の強盗が石澤を含むチーム米倉で間違いないと見て推理を進めるが、投資に失敗して破産寸前だった恩田に強請（）られた米倉が恩田を殺害した可能性については、米倉の車にも爆弾が仕掛けられていた点が引っかかり、監禁は石澤の自作自演という灰原の推理にも、コナンは現場の状況から自作自演はないと断言する。そして、恩田が車を2台所有しているのに犯人が片方にだけ爆弾を仕掛けた意味や米倉の車の爆弾に起爆装置や時限装置が付いていなかった理由を1つ1つ整理していき、真相に近付いたコナンは京都で恩田邸を調べている平次に連絡を取る。その頃、大滝と綾小路は病院で意識を取り戻した石澤に10分間の尋問を行うが、石澤は自分を監禁した犯人について「知らない」の一点張りで黙秘を続ける。大阪府警の本部長室では、平蔵・銀司郎・大滝・綾小路が今回の事件について話し合い、石澤の黙秘の理由は不明ながら石澤の犯行で間違いないだろうとの結論に達していた。そこへ、コナンと小五郎が現れ「眠りの小五郎」の推理ショーによって、一連の爆弾事件の主犯は米倉で、恩田と石澤も末村と同日に爆殺される予定だったが、恩田の爆死が予期せぬ車の故障で1日早まり、そのニュースを見て動揺した米倉が倒れて来る怪獣を避けられず死亡、そのためその後の計画も狂ったと明かされる。さらに、平次によって恩田邸で発見されたチーム米倉のDVDが持ち込まれ、その映像を確認すると、カメラを回している5人目の強盗犯の存在が判明する。
その後、捜査本部では兵庫県警から被害者宅の防犯カメラの映像を得て解析し、5人目の強盗犯が左利きであることを掴む。さらに、綾小路の捜査により石澤には浩一という左利きの兄が居ることが判明する。一方、病院で克二に面会した平次とコナンは、故意に財布を落として立ち去ることで、彼を浩一の所へ行くように誘導し、無事に浩一の身柄も確保する。そこで浩一から「米倉にあべのハルカスでの制作発表会の警備のバイトを頼まれた」と聞いた平次とコナンは、蘭や和葉らもあべのハルカスに居ることを思い出して急いで警察へ連絡し、自身らもあべのハルカスへ急行する。あべのハルカスは人出が多くパニックに陥ることを避け秘密裏に爆弾の捜索を開始するが、2つある爆弾のうち1つはテラスに、もう1つは制作発表会のステージに移動されたことが判明する。時限爆弾のため爆発物処理班の到着も待てない状況で、平次はスタッフとして現場に居た小杉に頼んで和葉と連絡を取り、テラスの爆弾は平次とコナンが、ステージ上の爆弾は和葉と彼女の異変に気付いてステージに来た蘭が解体することになる。両者とも順調に爆弾を解体していくが、あと少しというところで和葉の側に道具が足りないというトラブルが発生するものの、仮面ヤイバーの小道具を借りて何とか無事に爆弾の解体に成功する。こうして建物の爆破による甚大な被害を防ぐことには成功したが、完成した『大怪獣ゴメラvs仮面ヤイバー』の中で日売テレビの新社屋がゴメラに破壊されるシーンにコナンがツッコミを入れるところで終幕する。

## 登場人物

### レギュラーキャラクター
- 江戸川コナン - 高山みなみ
- 毛利蘭 - 山崎和佳奈
- 服部平次 - 堀川りょう
- 遠山和葉 - 宮村優子
- 灰原哀 - 林原めぐみ
- 服部平蔵 - 山路和弘
- 毛利小五郎 - 小山力也
- 綾小路文麿 - 置鮎龍太郎
- 大滝悟郎 - 若本規夫
- 遠山銀司郎 - てらそままさき
- 円谷光彦 - 大谷育江
- 吉田歩美 - 岩居由希子
- 小嶋元太 - 高木渉
- 仮面ヤイバー - 高木渉[注 2]
- ゴメラ - 台詞なし[注 3]

### ゲストキャラクター

#### 容疑者・被害者関係
米倉 功人（よねくら いさと）
声 - 大西健晴
日売テレビ映画制作部チーフプロデューサー。43歳。
「日売テレビのヒットメーカー」と呼ばれるやり手で、テレビにも何度か顔出しで出演している。映画製作に乗り出したのはここ数年とのこと。何者かに呼び出されて倉庫に向かうが、そこで怪獣の下敷きになり死亡する。
約20年前に自主映画上映会に参加しており、「チーム米倉」として企画を担当していた。
当初は主犯として一連の爆弾事件を計画しており、自身は石澤を爆殺した後、海外出張へ行った直後に自身の車を爆破する予定だったが、恩田の死から計画が狂った。
モデルは読売テレビに実在するプロデューサーで、本人は「テレビ局が舞台なら、やはりプロデューサーを殺害するとなったのはごく自然な流れで、とても光栄」と語っている。
小杉 裕雅（こすぎ ひろまさ）
声 - 松本忍
日売テレビ映画部プロデューサー。32歳。
米倉の部下。米倉とトラブルがあったらしい。
鈴木 直樹（すずき なおき）
声 - 笹田貴之
日売テレビアナウンサー。29歳。
『大怪獣ゴメラVS仮面ヤイバー』の関連イベントでの司会進行役を務める。
三原 義人（みはら よしひと）
声 - 久保田竜一
日売テレビ映画部プロデューサー。38歳。
米倉の部下。高内と共謀して米倉を殺害するが、真相を見抜かれる。その後、高内と共に米倉の車に乗って逃走を図ろうとするが、その場で取り押さえられて逮捕された。その後の事情聴取で高内の死に動揺していた。
高内 尊（こううち たける）
声 - 滝知史
日売テレビ映画部プロデューサー。35歳。
米倉の部下。三原と共謀して米倉を殺害するが、真相を見抜かれる。その後、米倉の車に乗って逃走したが、車のトランクに仕掛けられていた爆弾により爆死した。
恩田 崇（おんだ たかし）
声 - 四宮豪
脚本家。43歳。京都市在住。
綾小路警部によれば、脚本家とは名ばかりで、親の財産を食い潰して生活していた道楽息子だったらしい。岩倉の豪邸で生活しており、赤と青のスポーツカーを所有していた。しかし灰原の情報によると、最近投資に失敗して破産寸前だったらしい。
宝が池で交通事故に遭い、車ごと崖から転落し死亡している。事故時は酩酊状態にあったらしいが、ブレーキ痕がほとんど無いなど不自然な点があり、綾小路警部はただの事故では無いと疑念を抱いている。
米倉とは同じ団体主催の自主映画上映会に参加しており、「チーム米倉」では脚本家志望だった。
末村 良平（すえむら りょうへい）
声 - 高塚正也
大宝映画社員。51歳。
『大怪獣ゴメラVS仮面ヤイバー』で使用する倉庫の写真撮影をしている際、仕掛けられていた爆弾により爆死する。
「チーム米倉」では映画監督志望だった。
石澤 克二（いしざわ かつじ）
声 - 松尾駿（チョコレートプラネット）
38歳。理工学部化学科出身。幼い頃に両親を亡くし、兄の浩一とともに京都市の施設で暮らしていた。現在は定職に就かず、堺市のおじの家で生活している。
「チーム米倉」では小道具の製作などを担当していた。しかし、米倉・恩田・末村からは脅されて小道具を製作したり、雑用を強要されたりと陰湿ないじめを受けていた。
当初の計画では米倉によって拘束され、犯人に仕立て上げられる予定だった。
石澤 浩一（いしざわ こういち）
声 - 長田庄平（チョコレートプラネット）
40歳。幼い頃に両親を亡くし、弟の克二とともに京都市の施設で暮らしていたが、16歳時に施設を出て以降は行方不明となっている。
4人組と思われていた強盗グループの5人目であり、仲間の中で唯一左利き。15歳の時、喧嘩で大怪我を負ったため、右足を引きずっている。
借金取りから逃げるので精いっぱいでニュースを見る余裕は無く、米倉たちの死を知らなかった。
奥田（おくだ）
声 - 岐部公好
自主映画の上映会を主催していた男性。一時は盛況だったが、約3年前に止めている。
上映会には「チーム米倉」として、米倉・恩田・末村・石澤が参加していた。

#### その他のキャラクター
鑑識
声 - 西村俊樹、中西正樹、竹田海渡、岩崎諒太、宮崎遊
大阪府警の鑑識課員。
スタッフ
声 - 柚木尚子
日売テレビの女性スタッフ。スマートフォンの画面を見て怒っていた米倉を訝しげに見ていた。
助監督
声 - 北島淳司
『大怪獣ゴメラVS仮面ヤイバー』の助監督。真面目に演技をしようとしない小五郎と演技が下手な平次に対して注意をしていた。
医師
浪速警察病院の医師。石澤に対して尋問をしようとする大滝と綾小路を、石澤は意識不明として制止したが、その後石澤が意識を取り戻したため渋々10分の尋問を許した。
女性
声 - 河村梨恵

ゴメラファンの女性
声 - 佳穂成美
あべのハルカスで開催された『大怪獣ゴメラvs仮面ヤイバー』の制作発表会にて行われたオーディションに出場していた。

## 音楽
オープニングテーマ「真っ赤なLip」
歌 - WANDS / 作詞 - 上原大史 / 作曲・編曲 - 大島こうすけ
エンディングテーマ「少しづつ 少しづつ」
歌 - SARD UNDERGROUND / 作詞 - 坂井泉水 / 作曲 - 大野愛果 / 編曲 - 鶴澤夢人、長戸大幸

## スタッフ
- 原作 - 青山剛昌
- 企画 - 諏訪道彦
- キャラクターデザイン - 須藤昌朋
- 美術監督 - 東潤一
- 撮影監督 - 小川隆久
- 音響監督 - 浦上慶子、浦上靖之
- 音楽 - 大野克夫
- 編集 - 岡田輝満
- ストーリーエディター - 飯岡順一
- 色彩設計 - 海鋒重信
- 制作担当 - 岡田悠平
- プロデューサー - 米倉功人 (ytv)、寺島清晃
- アソシエイトプロデューサー - 近藤秀峰
- チーフプロデューサー - 松本拓也 (ytv)、石山桂一
- 監督・絵コンテ・演出 - 山本泰一郎
- 脚本 - 大倉崇裕
- 絵コンテ - 高木啓明、鎌仲史陽
- 演出 - 高木啓明、鎌仲史陽、戸澤稔
- 作画監修 - 牟田清司
- 作画監督 - 岡田洋奈、大友健一、佐々木恵子、長野まりえ、小林理、山本道隆、米本奈苗、津吹明日香、岩井伸之
- サブキャラクターデザイン - 本吉晃子
- デザインワークス - 小川浩
- 作画監督補佐 - 三浦厚也、とみながまり、増永麗、新谷憲（序）
- 動画検査 - 川崎真穂、高橋ひとみ、久木理恵、谷口昌彦
- 色指定・仕上検査 - 小川真紗代、望月順子、國井彩香
- 特殊効果 - 林好美
- 美術設定 - 本多康之
- 美術 - 居垣宏
- ミキサー - 小沼則義
- 音響制作デスク - 太田恵理子
- 音響効果 - 横山正和、横山亜紀
- 広報 - 小林杏奈、北本ひかり
- タイトル - 田上淑子
- 文芸担当 - 小宅由貴恵
- 設定制作 - 鈴木美玲、下村弘樹
- 制作進行 - 福西将士、伊藤天、桂畑みなみ、藤田珠生、中村光太、LEE GOEUN
- 制作デスク - 宇高大介
- アニメーション制作 - V1Studio
- 製作 - ytv、トムス・エンタテイメント

## 製作
2018年の夏頃に「読売テレビの新社屋開局を記念したオリジナルエピソードを作れないか？」という打診があり、当時『紺青の拳』のシナリオを書き上げたばかりだった大倉崇裕に執筆を依頼することになった。大倉は京都出身で関西の土地勘もあり、以前担当した『から紅の恋歌』でも日売テレビを破壊するシナリオを書いていたため、今回も適任としての抜擢だった。
事件容疑者などのオリジナルキャラクターの名前は、当初の案では実際に『コナン』に関わるプロデューサー陣の実名で固めていたが、「身内ノリが過ぎるのもよくないだろう」という理由で改変され、最終的に米倉のみ実名のままで残ることになった。

## プロモーション
本作の放送を記念してNewDaysおよびNewDays KIOSKとのコラボキャンペーン「名探偵コナン×NewDays 〜新年（ニューデイズ）のご挨拶〜」が、2019年12月24日から2020年1月13日まで開催された。
2019年12月25日には、ゲスト声優としてお笑いコンビ「チョコレートプラネット」の長田庄平と松尾駿が容疑者役を演じることが発表された。
放送に先駆けてPVも制作されており、内容は劇場版第21作『から紅の恋歌』で日売テレビの社屋が爆破されたことを踏まえ、その後日談に当たることを示すものとなっている。また、本エピソードや劇場版第24作『緋色の弾丸』の宣伝を兼ね、ytvでは2019年12月25日に「大怪獣ゴメラ殺人事件」（デジタルリマスター）が関西ローカル枠で再放送され、全国ネット枠でも同年12月28日に「仮面ヤイバー殺人事件」（デジタルリマスター）が放送された。
2020年1月23日には第4話の先行上映を兼ねた完成披露試写会が読売テレビ新社屋で開催され、1月4日から13日まで読売テレビ本社の1階ロビーにある10plazaで「日売テレビ新社屋の謎を解け！」と題した謎解きイベントも開催された。